# 庄原インターチェンジ
庄原インターチェンジ（しょうばらインターチェンジ）は、広島県庄原市板橋町の中国自動車道のインターチェンジである。

## 道路
- E2A 中国自動車道（21番）

## 接続する道路
- 国道432号

## 庄原バスストップ
本線上に高速バス専用のバス停留所が設けられている。バス事業者は庄原インター（しょうばらインター）という呼称を使用している。

### 停車する路線
| のりば | 愛称                 | 運行会社               | 行先               | 備考                           |
| ------ | -------------------- | ---------------------- | ------------------ | ------------------------------ |
| 上り線 | 大阪 - 新見・三次線  | 阪急バス・阪急観光バス | 新大阪駅・阪急梅田 | 帝釈〜津山北間では降車できない |
| 上り線 | みよしワインライナー | 中国バス               | 新大阪駅           | 帝釈〜津山北間では降車できない |
| 下り線 | 降車専用             | 降車専用               | 降車専用           | 降車専用                       |

### バス停へのアクセス
- 備北交通 九丁バス停（国道432号）
- 備北交通・ほっとふれ愛バス 庄原インター入口バス停（国道432号）

※ 広島 - 三次 - 庄原 - 東城線は庄原中学校バス停に停車する。

## 周辺
- 西日本旅客鉄道（JR西日本）芸備線 備後庄原駅
- 国営備北丘陵公園 コンサートなどイベントが開かれる。
- 庄原市立庄原中学校
- ザ・ビッグ
- ジュンテンドー庄原店
- エディオン庄原店
- ウォンツ庄原店
- 庄原グランドホテル
- ジョイフル
- ユーホー庄原店
- 伍楽荘ボウル
- ドライブイン

## 料金所
- レーン数：5

### 入口
- レーン数：2
  - ETC専用：1
  - 一般：1

### 出口
- レーン数：3
  - ETC専用：1
  - 一般：2

## 隣
E2A 中国自動車道
(20)東城IC - 帝釈峡PA - 帝釈BS - 本村PA - (21)庄原IC/BS - 七塚原SA - 和知BS - (21-1)三次東JCT/IC - (22)三次IC/BS